# 国立澎湖科技大学
国立澎湖科技大学（こくりつほうこかぎだいがく、繁: 國立澎湖科技大學、英: National Penghu University of Science and Technology）は、台湾省澎湖県馬公市にある中華民国の国立科技大学。大学の略称は澎科大。

## 歴史
| 年     | 月日 | 事跡                               |
| ------ | ---- | ---------------------------------- |
| 1991年 | -    | 「高雄海専澎湖分部」として開校     |
| 1995年 | -    | 「国立澎湖海事管理専科学校」と改称 |
| 2000年 | -    | 「国立澎湖技術学院」と改称         |
| 2005年 | -    | 「国立澎湖科技大学」と改称         |

## 組織
| - 海洋資源工学院 - 海洋創意産業研究所 - 水産養殖学系 - 食品科学学系 - 情報工学学系 - 電信工学系 - 電機工学系 - 人文管理学院 - サービス業経営管理研究所 - 情報管理学系 - 販売物流管理学系 - 航運管理学系 - 応用外国語学系 - 教養教育センター | - 観光レジャー学院 - 観光学系 - 製商管理学系 - ホテル旅行業管理学系 - 海洋運動管理学系 - 研究センター - 真珠産業研究センター - 製造商業複合課程研究センター - 健康建築研究センター - 海洋漁業研究センター - 澎湖地方社会研究センター - デジタル島嶼研究センター - 澎湖資源応用研究センター - 箱網養殖産業技術開発研究センター |

## 教員

### 歴代学長
| 代    | 氏名   | 任期                  |
| ----- | ------ | --------------------- |
| 初代  | 林昇平 | 1991年 - 2003年1月    |
| 第2代 | 陳正男 | 2003年1月 - 2006年3月 |
| 第3代 | 林輝政 | 2006年4月 -           |